# Freden i Nanking

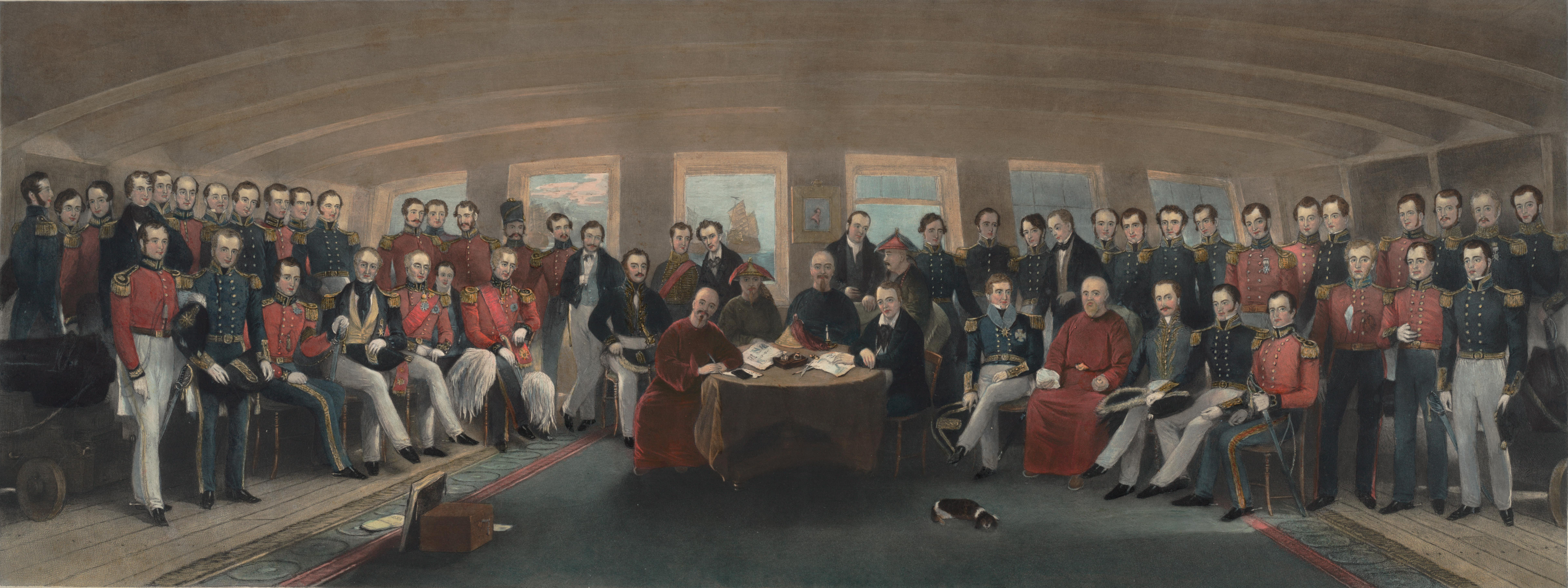
Samtida avbildning av undertecknandet av fördraget ombord på Cornwallis.

Freden i Nanking, även känt som Fördraget i Nanking, avslutade det första opiumkriget mellan Storbritannien och Qingdynastins Kina. Fördraget räknas i kinesisk historieskrivning som de första av de ojämlika fördragen som påtvingades Kina under kolonialtiden.

## Undertecknandet
Fördraget undertecknades den 29 augusti 1842 på Yangtzefloden utanför Nanjing, ombord på det brittiska linjeskeppet HMS Cornwallis av Sir Henry Pottinger för Storbritanniens räkning och Qiying, Ilibu, och Niujian för Kinas räkning. Tio månader efter utbyttes drottning Victorias och Daoguang-kejsarens ratifikationer i Hongkong.

## Nya handelsvillkor
Fredsfördraget avskaffade det tidigare s.k. "Kanton-systemet", enligt vilket utländska handelsmän bara fick handla med Kina genom officiell godkända faktorier i Guangzhou (artikel V). Istället öppnades hamnarna i fem kinesiska städer, Guangzhou, Fuzhou, Xiamen, Shanghai och Ningbo, för brittiska köpmän, som nu fick bedriva handel med vilka de ville. I fördragshamnarna skulle den utländska handeln vara underkastad fasta tullavgifter, som skulle regleras genom fördrag (artikel X). Britterna fick sända konsuler till fördragshamnarna som hade rätt att kommunicera direkt med kinesiska ämbetsmän (artikel II).

## Krigsskadestånd och demobilisering
Kina ålades att betala skadestånd på 6 miljoner silverdollar till Storbritannien för det opium som Lin Zexu konfiskerat i mars 1839 (artikel IV), 3 miljoner för de skulder de kinesiska hong-handelsmännen hade till brittiska köpmän (artikel V) och 12 miljoner för krigskostnaderna (artikel VI). Krigsskadeståndet skulle betalas i installationer under tre år och den kinesiska regeringen skulle åläggas en årlig ränta på 5 procent för den del av skulden som kvarstod efter tre år (artikel VII).
Den kinesiska regeringen lovade att frige alla brittiska krigsfångar (artikel VIII) och att utfärda en allmän amnesti för alla kinesiska undersåtar som samarbetat med britterna under kriget (Article IX).
Britterna åtog sig att utrymma kejsarkanalen och Nanjing efter det att kejsaren gett sitt godkännande till fördraget, samt att återlämna öarna Zhoushan och Gulangyu när krigsskadeståndet erlagts (artikel XII).

## Landsavträdelser
Kina avträdde också Hongkongön till drottning Victoria "för evärdlig tid" för att ge brittiska skepp en avlastningshamn. Detta blev kärnan i kronkolonin Hongkong (artikel III). Sir Henry Pottinger utsågs senare till kolonins förste guvernör.

## Efterverkningar
1843 slöt Kina och Storbritannien ett tilläggsfördrag, Fördraget i Bocca Tigris, där detaljerade bestämmelser för handel utfärdades. Det var bland annat här som britterna först fick konsularjurisdiktion och en mest-gynnad-nations-klausul.
Freden i Nanking och fördraget i Bocca Tigirs var de första fredsfördrag som Kina undertecknat med en europeisk makt och på grund av fördragens ensidiga gynnande av brittiska intressen har fördraget senare beskrivits som det första ojämlika fördraget i kinesisk historieskrivning. Fördragen följdes av en rad fördrag med andra stormakter. Även Sverige-Norge slöt ett fördrag med Kina, fördraget i Kanton.
- Wikisource har originalverk som rör Freden i Nanking.